# DNMT2
La proteïna Dnmt2 humana, conté tots els motius d'aminoàcids característics de les metil transferases de DNA (citosina-C5). S'observa metilació en llocs CpG a una seqüència ttnCGga (g/a) lliure, DNMT2 té un paper més especialitzat que altres metiltransferases de DNA de mamífers. DNMT2 es troba molts teixits humans, amb tot això es troba a nivell baixos, compren 391 residus de aminoàcids, cal destacar que DNMT2 s'uneix covalentment al DNA. A més a més, la proteïna amb les DNA MTasa, que formen Un intermedi covalent enzim-DNA durant la catàlisis.
La metilació del ARNt dependent de DNMT2 es en gran part específica per al residu C38 de 3 ARNt: ARNt Asp GUC, ARNt Gly GCC y ARNt Val AAC en cèl·lules humanes. La metilació del ARNt intervinguda per Dnmt2 es dirigeix a una posició propera a la base oscil·lant, que està subjecta a diverses modificacions que afecten la traducció de proteïnes. Cal destacar que hi ha la possibilitat que DNMT2 també pot estar involucrada a la regulació de la traducció de proteïnes; això es veu amb la interacció entre la metilació de C38 intervinguda por Dnmt2 i la traducció de proteïnes. Com la adició de grup metils, a vegades té un paper a la modulació de l'especificitat de les interaccions proteïna-àcid nucleic. Dons, el papel de la metilación de C38 en la carga de tRNA Asp GUC fa que, l'enfocament en que es va basar és el fet que C38 s'ha identificat com un element d'identitat clau de l'aspartil-tRNA-sintetasa (AspRS), té una clara preferència pel RNAt metilat C38 Asp GUC indica que la metilació de C38 intervinguda per Dnmt2 del ARNt Asp GUC que regula la traducció de proteïnes que contenen seqüèncias de poli-Asp.
La metilació de DNA està implicada en la regulació de l'expressió genètica, al control del desenvolupament, la inactivació del cromosoma X, imprenatge genòmic, i la protecció del genoma contra elements genètics parasitaris com a transposons, retrotransposons, i virus. La metilacions aberrants és una de les causes més importants d'inactivació de gens supresors de tumors al càncer. Però, Les DNMT2 són viables i no muestran ninguna diferencia obvia en el patró de metilació del DNA.